# Boris Markowitsch Werlinski
Boris Markowitsch Werlinski (russisch Борис Маркович Верлинский, wiss. Transliteration Boris Markovič Verlinskij; * 27. Dezember 1887 in Bachmut; † 30. Oktober 1950 in Moskau) war ein sowjetischer Schachmeister und der erste Großmeister der UdSSR.
Im Jahre 1910 gewann Werlinski das Jugendturnier Russlands in Odessa. Er nahm an mehreren sowjetischen Turnieren teil: u. a. 1925 am ersten Internationalen Turnier in Moskau (wo er sensationellerweise Capablanca schlug), 1926 teilte er den ersten Platz bei der Ukrainischen Meisterschaft, 1928 wurde er Meister von Moskau, 1929 gewann er in Odessa die 5. UdSSR-Meisterschaft vor unter anderem Michail Botwinnik. Er erhielt daraufhin vom sowjetischen Schachverband als erster den Titel Großmeister der UdSSR verliehen, verlor ihn aber 1931 wegen Abschaffung des Titels.
Im Jahre 1950, kurz vor seinem Tod, verlieh ihm die FIDE den Titel Internationaler Meister.